# Tanahu (dystrykt)

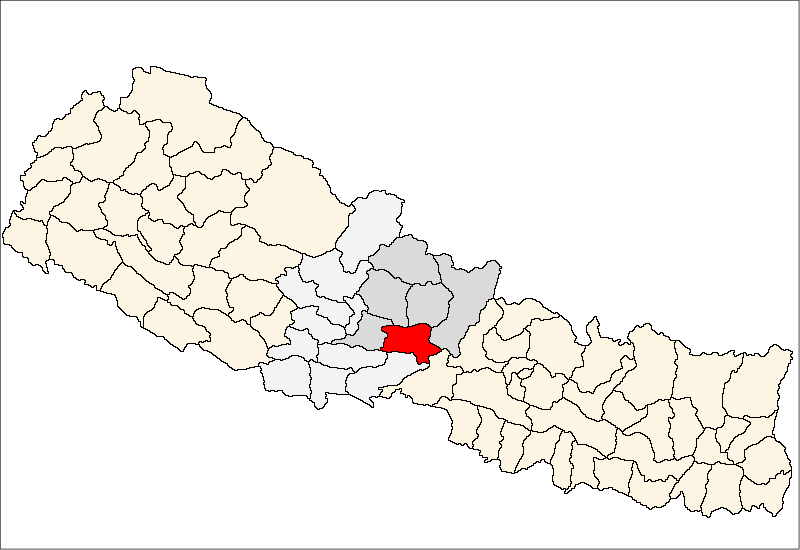
Dystrykt Tanahu

Dystrykt Tanahu (nep. तनहू) – jeden z siedemdziesięciu pięciu dystryktów Nepalu. Leży w strefie Gandaki. Dystrykt ten zajmuje powierzchnię 1546 km², w 2001 r. zamieszkiwało go 315 237 ludzi. Stolicą jest Damauli.